# Lago di Anterselva
Il lago di Anterselva (Antholzer See in tedesco, anche Untersee) è un piccolo lago alpino situato a 1642 m nella valle di Anterselva, in Alto Adige.

## Geografia
Il lago, circondato da boschi di conifere, si è formato in seguito allo sbarramento del rio Anterselva a causa di frane staccatesi dai monti soprastanti; esso è situato all'interno del Parco naturale Vedrette di Ries-Aurina, nel territorio comunale di Rasun Anterselva, a circa 97 km da Bolzano e 17 km dalla statale della Val Pusteria.

## Infrastrutture e architetture

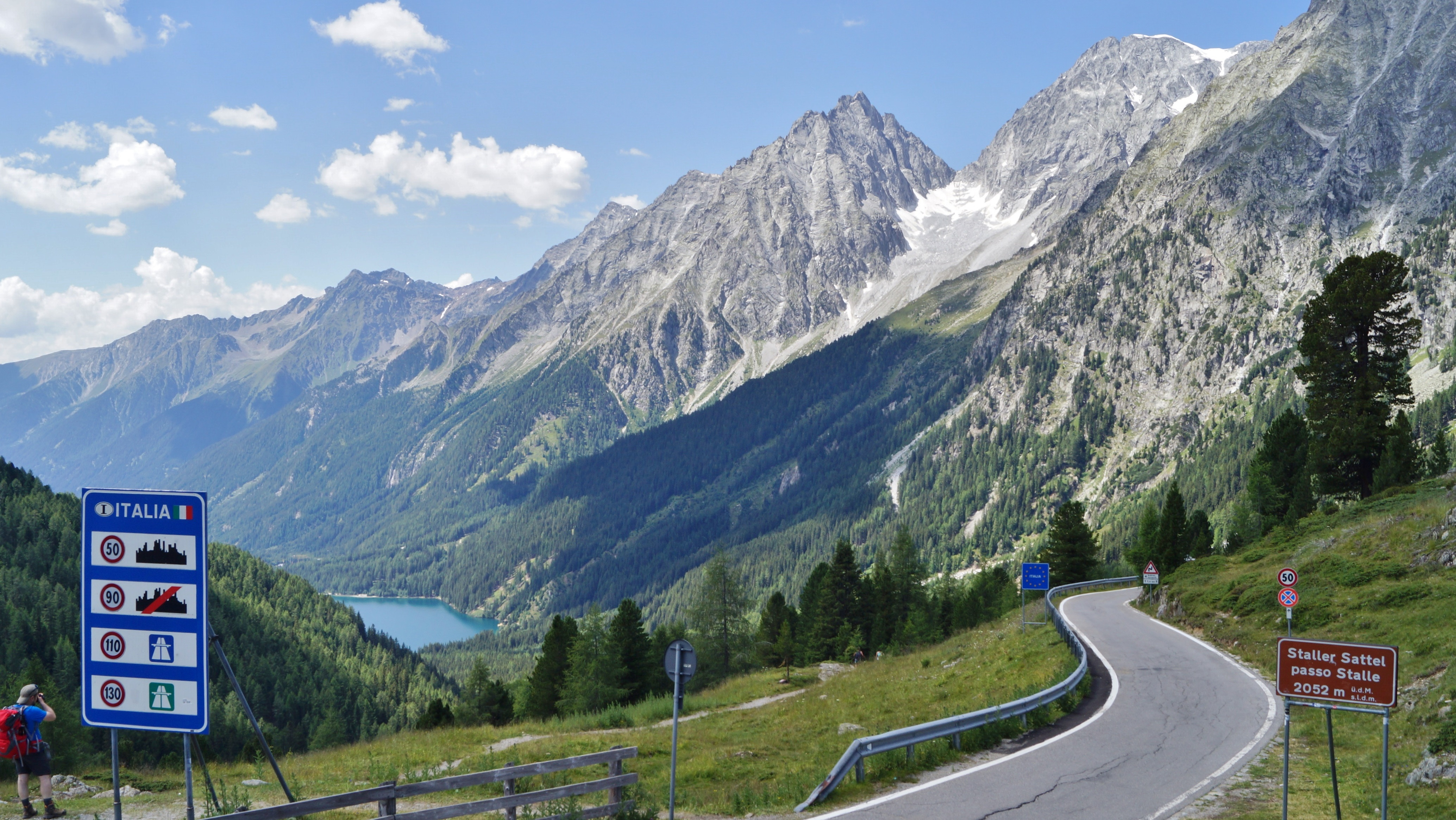
La strada vicino al lago che porta al passo Stalle.

La strada che risale la Valle di Anterselva, superato il lago, prosegue verso il passo Stalle, un valico sullo spartiacque alpino che porta in Austria, nella valle di Defereggen.
Attorno al lago sorgono alcuni bunker dello sbarramento Anterselva Mezzavalle-Lago di Anterselva del Vallo Alpino in Alto Adige, costruiti per la difesa del territorio italiano da un'ipotetica invasione da parte delle truppe tedesche durante la seconda guerra mondiale.

## Nella cultura popolare
La leggenda del lago, una delle tante saghe dell'Alto Adige racconta che un giorno un mendicante si fermò sui campi di tre ricchi contadini ai quali chiese dell'elemosina. I tre avari contadini si rifiutarono cacciandolo via a mani vuote. Il mendicante arrabbiato disse: "Entro tre giorni dietro alla vostra casa, apparirà una piccola fontana e vi si apriranno gli occhi!" Dopo che nei primi due giorni non accadde nulla, il terzo giorno dietro ad ogni maso si era formata una fontana che man mano incrementa la sua portata, fino a portare via i tre contadini e le loro famiglie. In quel posto si è formato il lago di Anterselva.

## Nei media
Sulle rive del lago è stato girato un piccolo segmento (circa tre minuti) del film Il caso Mattei diretto da Francesco Rosi nel 1972. Per alcuni anni Enrico Mattei fu titolare della riserva di pesca del lago ed era inoltre proprietario di un maso a pelo d'acqua senza luce elettrica e telefono. Mattei ci trascorreva i weekend, talvolta in compagnia di importanti ministri del petrolio di paesi arabi, che rimasero affascinati dalla bellezza del luogo. Tra gli ospiti più assidui ci furono lo scià di Persia e l'allora consorte Soraya. La casa di Enrico Mattei fu poi trasformata in albergo-ristorante. Mattei raggiungeva Anterselva con l'aereo aziendale che aveva in uso, atterrando al campo volo di Dobbiaco.
Il lago di Anterselva è uno dei luoghi citati da Sergio Puricelli nel suo libro “Il dono di Miriam” (Edizioni Montag, 2025).